# Annona crotonifolia
Annona crotonifolia Mart. – gatunek rośliny z rodziny flaszowcowatych (Annonaceae Juss.). Występuje naturalnie w Paragwaju oraz Brazylii (w stanach Bahia, Goiás, Mato Grosso do Sul, Mato Grosso, Minas Gerais i São Paulo oraz w Dystrykcie Federalnym). 

## Morfologia
PokrójZimozielony krzew dorastający do 0,5–1,5 m wysokości.
LiścieMają eliptyczny kształt. Mierzą 6–15 cm długości oraz 2,5–5 szerokości. Nasada liścia jest ostrokątna. Liść na brzegu jest całobrzegi. Wierzchołek jest ostry.
KwiatySą pojedyncze. Rozwijają się na szczytach pędów. Mają 6 płatków o kształcie od trójkątnego do owalego.
OwoceMają jajowaty kształt.

## Biologia i ekologia
Rośnie w lasach. Występuje na wysokości od 500 do 1000 m n.p.m.